# Stojan Protić
Stojan Protić cyr. Стојан Протић (ur. 28 stycznia 1857 w Kruševacu, zm. 28 października 1923 w Belgradzie) – serbski polityk, prawnik i publicysta, premier Królestwa SHS (1918-1919), dwukrotny minister finansów.

## Życiorys
Był synem krawca. Uczęszczał do liceum w Kragujevacu, a następnie ukończył studia na wydziale filozoficznym Wyższej Szkoły w Belgradzie. Po studiach pracował jako nauczyciel i urzędnik sądowy. Dzięki wsparciu Nikoli Pasicia od 1882 pracował w czasopiśmie Samouprava. W 1884 założył czasopismo Odjek (Echo). W 1887 uzyskał mandat deputowanego do serbskiej Skupsztiny, pełnił w nim funkcję sekretarza komisji konstytucyjnej. W 1889 rozpoczął pracę w ministerstwie spraw wewnętrznych, w którym awansował do stanowiska naczelnika wydziału. W 1893 pełnił funkcję tymczasowego komisarza Belgradu. W latach 1900–1901 pełnił funkcję dyrektora Narodowej Biblioteki Serbii. W 1899 został aresztowany i skazany na 20 lat więzienia, ale już w 1900 został ułaskawiony. W 1903 stanął na czele resortu spraw wewnętrznych w rządzie Jovana Avakumovicia, a w 1909 na czele resortu finansów. 22 grudnia 1918 stanął na czele pierwszego rządu zjednoczonego państwa jugosłowiańskiego. Zmarł na atak serca w Belgradzie w 1923 i został pochowany na Nowym Cmentarzu (Novo Groblje).
Był jednym z założycieli Narodowej Partii Radykalnej i autorem szeregu publikacji z zakresu stosunków międzynarodowych.

## Publikacje
- 1888: O Makedoniji i Makedoncima
- 1909: Tajna konvencija između Srbije i Austrougarske
- 1913: Albanski problem i Srbija i Austrougarska
- 1913: Srbi i Bugari u Balkanskom ratu (pod pseudonimem Balcanicus)
- 1915: La Bulgarie : ses ambitions, sa trahison : accompagné des textes de tous les traité secrets et correspondances diplomatiques, (pod pseudonimem Balcanicus)
- 1915: Balkanicus, The Aspirations of Bulgaria